# چاتال‌چام (توفان بی‌لی)
چاتال‌چام (به ترکی استانبولی: Çatalçam) یک منطقهٔ مسکونی در ترکیه است که در توفانبیلی واقع شده‌است.